# Gerhard Sailer (Politiker)
Gerhard Sailer (* 17. Juli 1947 in Graz) ist ein österreichischer Politiker (FPÖ).
Gerhard Sailer war 1977 Mitbegründer der rechtsextremen Organisation Aktion Neue Rechte (ANR) und war maßgeblich an der Kampagne der Ausländer-Halt-Bewegung beteiligt und unterstützte die Liste NEIN zur Ausländerflut. Sailer ist regelmäßig durch populistische und ausländerfeindliche und anti-israelischen Äußerungen aufgefallen und gehört damit zum rechten Flügel innerhalb der FPÖ. Er hat enge Kontakte zur rechtsextremen Szene. So veröffentlichte er mehrfach Artikel in der rechtsextremen Monatszeitschrift fakten der Kleinpartei Partei Kritische Demokraten unter dem Obmann und Herausgeber Horst Rosenkranz.
Sailer wurde 1987 unter dem Bundesobmann Hermann Eigruber Bundessekretär des Ringes Freiheitlicher Wirtschaftstreibender.
Gerhard Sailer war ab 2000 bis 2007 Ministersekretär der Verkehrsminister Michael Schmid, Monika Forstinger, Mathias Reichhold und Hubert Gorbach im österreichischen Bundesministerium für Verkehr, Innovation und Technologie, wo er für den Schienenverkehr in Österreich zuständig war.